# ماريون لورني
ماريون لورني (بالإنجليزية: Marion Lorne)‏ هي ممثلة أمريكية، ولدت في 12 أغسطس 1883 في الولايات المتحدة، وتوفيت في 9 مايو 1968 بنيويورك في الولايات المتحدة بسبب نوبة قلبية.

## أعمال

### أفلام
- (1967) الخريج[5][6]

### مسلسلات
- بيويتشد

## وصلات خارجية
- ماريون لورني على موقع IMDb (الإنجليزية)
- ماريون لورني على موقع ألو سيني (الفرنسية)
- ماريون لورني على موقع أول موفي (الإنجليزية)
- ماريون لورني على موقع قاعدة بيانات برودواي على الإنترنت (الإنجليزية)
- ماريون لورني على موقع قاعدة بيانات الأفلام السويدية (السويدية)
- ماريون لورني على موقع إن إن دي بي (الإنجليزية)
- ماريون لورني على موقع قاعدة بيانات الفيلم (الإنجليزية)
- ماريون لورني على موقع كينوبويسك (الروسية)